# Замок Жиронелья
Замок Жиронелья — древняя крепость, расположенная в старой части малого городка Жиронелья. Малый город и одноименный муниципалитет в составе района (комарки) Бергеда (кат. Bergada). Входит в провинцию Барселона в составе автономного сообщества Каталония Королевства Испания. Замок включен в Кадастр Архитектурного Наследия Каталонии и охраняется как Культурный памятник, представляющий Национальный Интерес.

## История
Замок и его границы указываются в документах 1253 года. Крепость имела важное стратегическое значение, потому что господствовала над долиной реки Льобрегат и равниной Кассеррас. Исследования, проведенные на огородах, расположенных к югу от крепости, дали находки современной и средневековой керамики. Последняя датируется не ранее, чем конец IX века.

## Описание

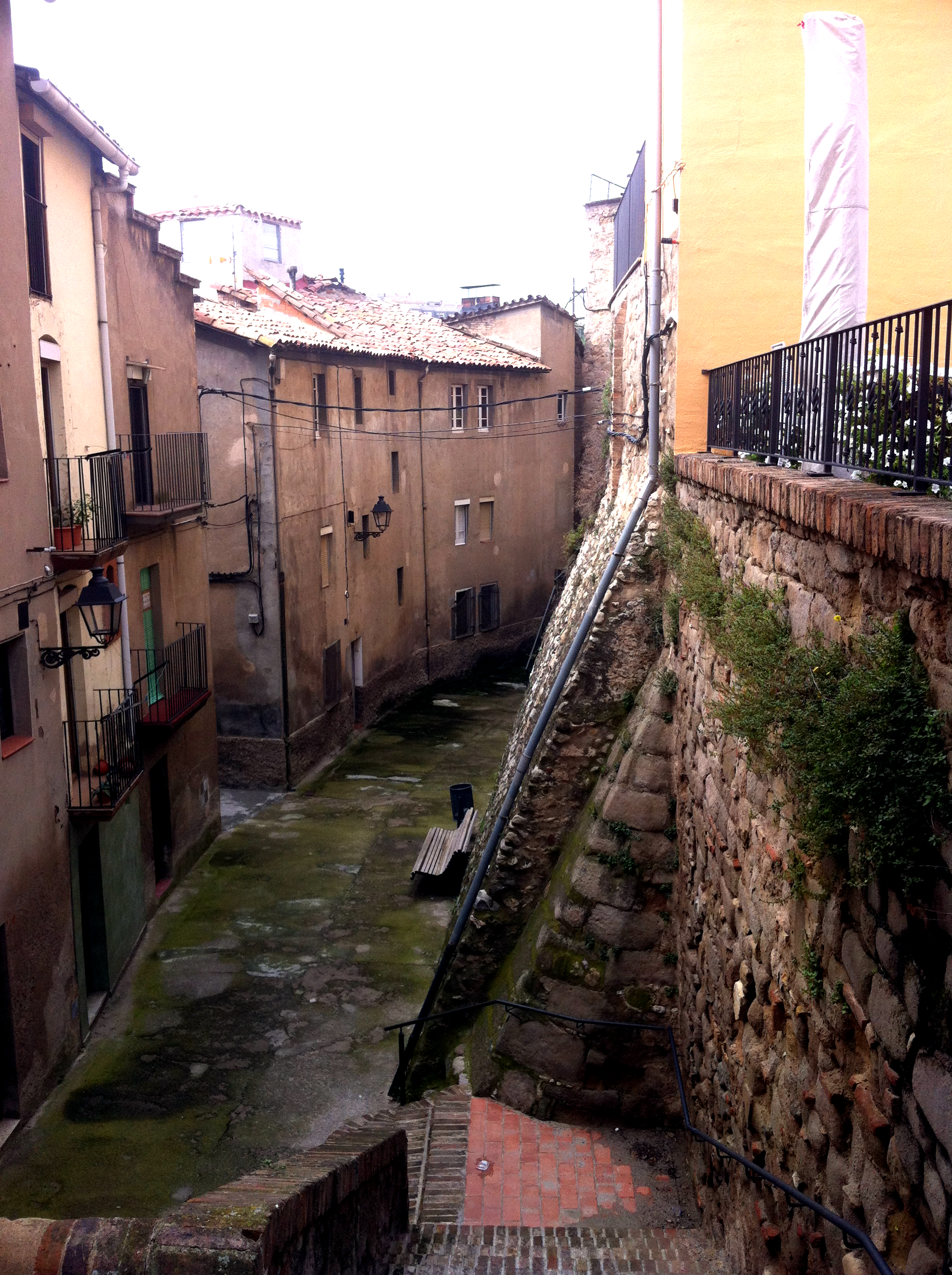
Остатки городской стены рядом с церковью Жиронелья.

В настоящее время от замка остались значительные остатки стен ataludados и квадратная башня, что делает док-колокольню поздней, на скале, отделяющей ую виллу де-Льобрегат.

Остатки башни и средневекового замка Жиронельи, кажется, составляют единое целое с традиционным центром поселения. Он занимает верхнюю часть виллы. Остатки расположены в здании, которое известно среди населения под названием «Тюрьма». Здание примыкает к муниципальному совету.